# 46632 RISE
46632 RISE este un asteroid din centura principală de asteroizi.

## Descriere
46632 RISE este un asteroid din centura principală de asteroizi. A fost descoperit pe 14 octombrie 1994 la Kiso de Isao Sato și H. Araki. Asteroidul prezintă o orbită caracterizată de o semiaxă mare de 2,55 ua, o excentricitate de 0,11 și o înclinație de 1,3° în raport cu ecliptica.